# Обнажённое солнце (фильм, 1984)
«Обнажённое солнце» (итал. Sole nudo) — вышедший на экраны в 1984 году итальянский фильм режиссёра и сценариста Тонино Черви.

## Сюжет
Фильм повествует о Луке Адами, который после неприятностей на работе, при помощи друга совершает побег из Рима в Рио-де-Жанейро, чтобы найти там новую работу. К сожалению, его и здесь преследуют неудачи и он хочет покончить жизнь самоубийством.
Тем не менее, в Рио Лука встречает красивую девушку. Она знакомит его с таинствеными и мистическими местами этого прекрасного города. Постепенно к нему возвращается желание жить.
Фильм заканчивается сценой, где два актера на рассвете танцуют на пляже Копакабана.

## В ролях
- Бебето Альвес
- Таня Альвес — Регина
- Элиана Аружио — Мулатка
- Изаура де Ассис
- Паоло Боначелли — официант
- Дэвид Брэндон — Лука Адами
- Карлос де Карвальо — режиссёр
- Деннис де Карвальо — де Вернарди
- Антонио Маймоне — Джиованни
- Джиороламо Марзано — Фабио